# 雷文登斯普林斯 (阿肯色州)
雷文登斯普林斯（英語：Ravenden Springs）是一個位於美國阿肯色州蘭道夫縣的城鎮。

## 地理
雷文登斯普林斯的座標為36°18′58″N 91°13′30″W / 36.31611°N 91.22500°W，而該地的平均海拔高度為138米（即453英尺）。

## 人口
根據2020年美國人口普查的數據，雷文登斯普林斯的面積為3.02平方千米，皆為陸地。當地共有人口119人，而人口密度為每平方千米39人。